# 子どものころ戦争があった
『子どものころ戦争があった』（こどものころせんそうがあった）は、1981年公開の日本の戦争映画。
太平洋戦争中、アメリカ人の父と日本人の母の間に生まれたことから迫害され、土蔵に閉じ込められて暮らす混血の少女とその家族を描く。日本児童文学者協会と日本子どもを守る会が編集した「語りつぐ戦争体験」の中の「泥血の少女の死」を基に映画化。

## あらすじ
太平洋戦争末期の昭和20年4月。小学校2年生の蓮池太郎は父親が召集されたため、母親の一枝に連れられて彼女の実家である福島県のある村に疎開してきた。母親の実家は古くから続く酒蔵で、一枝の母の野本みよが夫の死後30年の間、女手ひとつでこの酒蔵を守り続けていた。太郎は一枝、みよ、一枝の2人の妹二枝と政枝と共に暮らし始めるが、みよは太郎に「二番蔵はお化けが出るから、近寄ってはいけない」と言い渡す。
ある夜、二枝が警察に呼ばれ、事情を聞かれる。実は二枝にはアメリカ人の夫アーノルドがおり、彼は対日放送で降伏を訴えていた。二枝は敵国の夫を持ったがために官憲に目を付けられ、村人からは非難を浴びていた。
ある夜、太郎は母を捜して風呂場に行く。するとそこで、二枝と金髪に青い目の、見た目がアメリカ人の少女が風呂に入っているところに遭遇、激しく動揺する。その少女は二枝とアーノルドの間に生まれた娘エミであった。太郎は一枝からエミは自分のいとこだと聞かされるが、学校で常日頃から「アメリカ憎し」の教育を受けている太郎は当然のように反発、エミのことを受け入れない。
かねてから二番蔵が気になっていた太郎はある日、意を決して二番蔵のそばの柿の木に登り、蔵の中を覗き込む。するとその中にはエミがいた。実はエミはみよから二番蔵の中に閉じ込められていたのだった。みよは自分の反対を押し切ってアメリカ人と結婚した二枝に怒りながらも、世間の非難から孫を守っていたのだ。
疎開っ子としていじめられ、孤独だった太郎はやがてエミに同情するようになり、たびたび二番蔵のそばの柿の木に登り、窓からエミと話すようになる。新学期が始まると、太郎は村の子ども達と仲良く遊べるようになっていたが、「わたしね、梅の花が散る頃に学校に行けるのよ」 と話し、学校に行ける日を楽しみにしていたエミは、当然のように学校には行けなかった。
そんなある日、村の炭鉱から捕虜の米兵3人が脱走するという事件が起こる。2人はすぐに捕まったが、残りの1人が見つからない。官憲と村の連中は野本家に疑いの目を向け、押しかけてきた。これまで気丈に官憲の追及を突っぱねてきたみよも今度ばかりは歯が立たず、ついに二番蔵を開けざるを得なくなる。
しかし、蔵の中にエミの姿はなかった。その直前、太郎がエミを外にこっそり連れ出していたのだ。その頃、2人は素裸になって川遊びをしていた。太郎はついに解放されたエミと初めて心から笑い、楽しみ合う。
しかし、やがてエミは病魔に蝕まれ、静かに息を引き取る。終戦のわずか2週間前のことだった。

## キャスト
- 蓮池一枝：樫山文枝
- 蓮池太郎：斉藤優一
- 野本二枝：梶芽衣子
- 野本エミ：キャサリン
- 野本みよ：三益愛子
- 野本政江：中原ひとみ
- 千恵子：栗田ひろみ
- 島田曹長：椎谷建治
- 手代木巡査：山谷初男
- 本橋誠：林ゆたか
- 辰次：吉田良全
- 喜助：山本幸栄
- 甚八：伴淳三郎

## 主題歌
「子どものころ戦争があった」
- 作詞：湯川れい子
- 作曲：井上忠夫
- 唄：キャサリン（ジャパンレコード）